# Коста (Анкона)
Коста је насеље у Италији у округу Анкона, региону Марке.
Према процени из 2011. у насељу је живело 9 становника. Насеље се налази на надморској висини од 288 м.